# Terebra acrior
Terebra acrior är en snäckart som beskrevs av Dall 1889. Terebra acrior ingår i släktet Terebra och familjen Terebridae. Inga underarter finns listade i Catalogue of Life.